# Viladônega
Viladônega, właśc. Viladônega de Souza Rodrigues (ur. 7 czerwca 1942 w Jequié, zm. 2 sierpnia 2022) – piłkarz brazylijski, występujący na pozycji napastnika.

## Kariera klubowa
Karierę piłkarską Viladônega rozpoczął w klubie AD Jequié w pod koniec lat pięćdziesiątych. W 1959 roku występował w CR Vasco da Gama. W latach 1960 i 1963–1966 Viladônega był zawodnikiem Clube Atlético Mineiro. Z Atlético Mineiro zdobył mistrzostwo stanu Minas Gerais – Campeonato Mineiro w 1963 roku. W barwach Atlético Mineiro Viladônega rozegrał 95 spotkań, w których strzelił 40 bramek.

## Kariera reprezentacyjna
W 1959 roku Viladônega uczestniczył w Igrzyskach Panamerykańskich, na których Brazylia zajęła drugie miejsce. Viladônega na turnieju w Chicago wystąpił w dwóch meczach z Kubą i Haiti.